# 大初位
大初位（日语：／ Daishoi (Daisoi) */?）為日本官階的一種。位於從九位之下、少初位之上。
律令制將之分為大初位上和大初位下。與一個部之司的令史、大宰府的判事大令史、家司的一品家少書吏、二品家大書吏、職事一位家少書吏、掃部寮的少属相當。
明治時代初期太政官制取消其上下之別，由明治2年（1869年）7月制定、同年8月22日實施的職員令中沒有與之相應的職位。
位階制榮典敘位條例（明治20年勅令第10號）、位階令（大正15年勅令第325號）規定中沒有大、少初位。

## 外部連結
- 位階令 （日語） - 法令データ提供システム
- 官位相当表 （日語） - 国立国会図書館近代デジタルライブラリー